# Martin Müller (Schauspieler)
Martin Müller (* 1969 in München) ist ein deutscher Film- und Theaterschauspieler.

## Leben
Martin Müller absolvierte seine Schauspielausbildung von 1993 bis 1997 an der Universität Mozarteum Salzburg. Seitdem war er in zahlreichen Filmen wie Alles Liebe und in Fernsehserien wie Der Staatsanwalt, Lindenstraße und Sturm der Liebe zu sehen. Außerdem wirkte Müller als Bühnendarsteller in zahlreichen Theaterstücken mit. Daneben ist Müller auch als Synchronsprecher tätig.
Müller lebt in München. Neben seiner Muttersprache Deutsch spricht er auch Englisch und Französisch.

## Filmografie (Auswahl)
- 1996: Eintag; Regie: Max Löther (Kurzfilm)
- 1998: Wolken über dem Paradies; Regie: Bernhard Semmelrock
- 1999: Musical Man; Regie: Andreas Schmidt-Thomae (Kurzfilm)
- 2004: GM – Die Gedanken sind frei; Regie: Sebastian Strasser (Werbefilm)
- 2006: Bus, Hauptrolle; Regie: Jens Schillmöller (Kurzfilm)
- 2007: Gegenüber
- 2008: Vola!; Regie: Bogdana Vera Lorenz (Kurzfilm)
- 2010: Alles Liebe
- 2011: SOKO München (Fernsehserie, 1 Folge)
- 2016: Der Staatsanwalt (Fernsehserie, 1 Folge)
- 2016: DB Nahverkehr NRW – Pendler und andere Helden; Regie: Jan Bonny (Image-Serie)
- 2016: Fix You; Regie: Thien Phat Tran (Kurzfilm)
- 2016: Anstoß; Regie: Lukas Lankisch (Fernsehserie. Pilotfilm)
- 2016: ZDF Neue Mediathek – Wann läuft das denn? Immer!; Regie: Facundo V. Scalerandi (Werbefilm)
- 2016: Tatort: Du gehörst mir (Fernsehreihe)
- 2017: Lindenstraße (Fernsehserie, 1 Folge)
- 2017: All I Never Wanted (Doku-Spielfilm)
- 2018: Tatort: Kopper (Fernsehreihe)
- 2018: Tatort: Wir kriegen euch alle (Fernsehreihe)
- 2019, seit 2024: Sturm der Liebe (Fernsehserie, verschiedene Rollen)
- 2018: SOKO Kitzbühel – Der Staat bin ich (Fernsehserie)
- 2020: München Mord – Was vom Leben übrig bleibt
- 2020: Frühling – Spuren der Vergangenheit
- 2023: Kommissarin Lucas – Du bist mein (Fernsehreihe)
- 2023: Polizeiruf 110: Little Boxes (Fernsehreihe)
- 2023: Hubert ohne Staller (Fernsehserie, Folge: Spiel Satz Sarg)
- 2025: SOKO Donau/SOKO Wien (Fernsehserie, Folge: Der Fremde)
- 2025: Polizeiruf 110: Ein feiner Tag für den Bananenfisch (Fernsehreihe)

## Theater (Auswahl)
- 1997: Düsseldorfer Schauspielhaus, Der kleine Prinz, Kleiner Prinz, Regie: Roland Hüwe
- 1998: Düsseldorfer Schauspielhaus, Baal, Baal, Regie: Roland Hüwe
- 2000: RLT Neuss, Gefahrenzone, Carl, Regie: Sylvia Richter
- 2001: RLT Neuss, Shockheaded Peter, Vater u. a., Regie: Barry Goldman
- 2003: Antischublade Basel, Revolution, Zwei, Regie: Christoph Moerikofer
- 2004: Theater Oberhausen, Pariser Leben, Bobinet, Regie: Christian Schlüter
- 2004: Schauspielhaus Zürich, Howie the Rookie, Rockie Lee, Regie: David Hera
- 2005: Theater Oberhausen, Mein Kampf, Hitler, Regie: Michael Witte
- 2005: Theater Oberhausen, Die Judenbuche, Friedrich Mergel, Regie: Johannes Lepper
- 2006: Theater Oberhausen, Alte Freunde, Maarten, Regie: Christian Schlüter
- 2007: Theater Oberhausen, Afrika (U.A. Helmut Krausser, Jacques), Regie: Katja Lauken
- 2007: Theater Oberhausen, Was ihr wollt, Narr, Regie: Christian Schlüter
- 2008: Theater Oberhausen, Einer flog übers Kuckucksnest, Randle McMurphy, Regie: Stefan Maurer
- 2008: Burgfestspiele Bad Vilbel, Kabale und Liebe, Wurm, Regie: Harald Dämmer
- 2009: Theater Ingolstadt, Der Brandner Kaspar, Nantwein, Regie: Dominik von Gunten
- 2010: Staatstheater Wiesbaden, Volksvernichtung, Herr Kovacic, Regie: Tobias Materna
- 2012: Staatstheater Wiesbaden, Das war ich nicht, Jasper, Regie: Henner Kallmeyer
- 2013: Staatstheater Wiesbaden, Vater Mutter Geisterbahn, Vater, Regie: André Rößler
- 2014: Staatstheater Wiesbaden, Endspiel, Hamm, Regie: Rainer Kühn
- 2015: Pfalztheater Kaiserslautern, Viel Lärm um Nichts, Bracchio, Regie: Janus Kizca
- 2016: Burgfestspiele Bad Vilbel, Der Name der Rose, Inquisitor, Regie: Malte Kreuzfeld
- 2016: Burgfestspiele Bad Vilbel, Mein Freund Harvey, Dr Chumley, Regie: Adelheid Müther
- 2017: Burgfestspiele Bad Vilbel, Diener zweier Herren, Dottore, Regie: Adelheid Müther
- 2018: Kleines Theater Kammerspiele Landshut, Der goldene Drache, Ein junger Mann, Regie: Jochen Strodthoff

## Weitere Projekte
- 2007: Unter Eis von Falk Richter, Szenische Lesung, Theater Oberhausen

## Auszeichnungen
- 1998: Förderpreis der Stadt Düsseldorf für Baal in Baal
- 2008: Publikumspreis Theater Oberhausen für Randle McMurphy in Einer flog übers Kuckucksnest